# Сан Леонардо ин Пасирия
Сан Леона̀рдо ин Пасѝрия (на италиански: San Leonardo in Passiria; на немски: Sankt Leonhard in Passeier, Санкт Леонхард ин Пасайер) е малко градче и община в Северна Италия, автономна провинция Южен Тирол, автономен регион Трентино-Южен Тирол. Разположено е на 689 m надморска височина. Населението на общината е 3542 души (към 2010 г.).

## Език
Официални общински езици са и италианският и немският. Най-голямата част от населението говори немски. В общината се говори и други романски език, ладинският.
| %     | Роден език      |
| 1,05  | Италиански език |
| 98,83 | Немски език     |
| 0,12  | Ладински език   |